# Pseudascarophis tropica
Pseudascarophis tropica is een rondwormensoort uit de familie van de Cystidicolidae. De wetenschappelijke naam van de soort is voor het eerst geldig gepubliceerd in 1996 door Solovyova.